# Lady Gaga x Terry Richardson
Lady Gaga x Terry Richardson é um livro de fotografia lançado pela cantora norte-americana Lady Gaga e pelo fotógrafo de moda Terry Richardson, lançado em 22 de Novembro de 2011 pela editora Grand Central Publishing. O livro conta com uma seleção de mais de 300 fotos da cantora feitas por Richardson durante um período de dez meses, em que o fotógrafo possuía acesso irrestrito aos bastidores dos concertos da turnê The Monster Ball e outros eventos profissionais e privados da cantora. O brasileiro Marcelo Sebá foi responsável pela produção adicional da obra. Além das fotos, o livro possui um prefácio escrito pela cantora, sobre o relacionamento dela com Richardson. 
Com seu lançamento, Lady Gaga x Terry Richardson recebeu diversas criticas positivas, evidenciando que houve uma mistura perfeita entre fotos provocativas e fotos simples, como por exemplo da cantora sem maquiagem e o habitual figurino extravagante. O livro chegou ao quinto lugar na lista dos livros mais bem vendidos, publicada pelo jornal The New York Times.

## Plano de fundo
O livro consiste em uma série de 350 fotos (em preto e branco e coloridas) tiradas por Richardson no período entre Agosto de 2010 e Fevereiro de 2011. Durante o processo de criação das fotos, foram contabilizadas cerca de 100 mil imagens feitas pelo fotógrafo. Dias antes do lançamento, Gaga postou um video em sua conta do YouTube, onde lia partes do prefácio que escreveu para o livro, onde destaca-se que ela tenha lido frases como "Parece que eu esperei minha vida inteira para ser fotografada por Terry Richardson" e "Com Terry, o relacionamento se estende além da fotografia,, e se você tem sorte, ele irá lhe ensinar algo verdadeiramente profundo sobre você mesmo."
Além das sessões de fotos para o livro, Gaga e Richardson também trabalharam juntos em outros projetos, incluindo em um anuncio para a marca de roupas Supreme e sessões de fotografias para a revista Vogue Hommes Japan e Harper's Bazaar. Antes do lançamento do livro, em um pronunciamento oficial, Jamie Raab, vice-presidente da Grand Central Publishing divulgou a seguinte nota "Estamos muito orgulhosos de estar publicando essa colaboração memorável ente Lady Gaga e Terry Richardson e antecipo que ele será um dos mais impressionantes, provocativos e cobiçados livros para o Natal de 2011".
Mais tarde, Gaga declarou que ela não escondeu nada de Richardson nem criou barreiras para suas lentes e que ele estava com ela em todos os momentos possíveis. Em entrevista, afirmou que "Ele me fotografa acordando, escovando os dentes, no banheiro, na banheira, no chuveiro." Segundo a cantora, uma das características mais marcantes do trabalho de Richardson foi mantida: a espontaneidade das fotos, que ela afirmou que não foram em momento algum ensaiadas. "Ele pode capturar coisas que nenhum outro consegue," ela afirmou. Richardson também decidiu tirar fotos dos fãs da cantora, tendo a aprovação da cantora. Em outra entrevista, a cantora afirmou que até momentos inusitados foram registrados, como quando ela saia do palco para urinar em copos de cerveja. "Eu digo a ele 'saia daí' mas ele disse que eu sou tão punk e que isso é bonito", ela disse.

## Recepção
Lady Gaga x Terry Richardson estreou na lista de mais vendidos do The New York Times em quinto lugar, na categoria "capa dura/livro em miscêlanea" no final de semana de 23 de Novembro de 2011. Depois caiu para a posição quatorze, na segunda semana, onde permaneceu durante a terceira semana. Na quarta semana se posicionou como o décimo-primeiro colocado. Na quinta semana, voltou ao top dez, como nono mais vendido e sexto mais vendido, na sexta semana.
O livro recebeu criticas positivas. O critico James Lim escreveu, "Enquanto as capas de revistas de Lady Gaga mostram uma cantora mais feminina (um pouc), o livro de Terry Richardson mostra a parte selvagem, divertida e criativa de Gaga que todos nós conhecemos e amamos.